# Ulochlaena ferruginea
Ulochlaena ferruginea är en fjärilsart som beskrevs av M.Gaede 1915. Ulochlaena ferruginea ingår i släktet Ulochlaena och familjen nattflyn. Inga underarter finns listade i Catalogue of Life.